# RAF Woodvale
RAF Woodvale ( Royal Air Force Station Woodvale, Woodvale Airport) är en flygplats i Storbritannien.   Den ligger i distriktet Sefton i Merseyside i riksdelen England, i den centrala delen av landet, 300 km nordväst om huvudstaden London. Woodvale ligger 11 meter över havet.
Terrängen runt Woodvale är mycket platt. Havet är nära Woodvale åt nordväst. Runt Woodvale är det mycket tätbefolkat, med 1 361 invånare per kvadratkilometer. Närmaste större samhälle är Liverpool, 19,7 km söder om Woodvale. Trakten runt Woodvale består i huvudsak av gräsmarker.